# Vidarbha Cricket Association Stadium
Das Vidarbha Cricket Association Stadium, häufig auch abgekürzt VCA Stadium, ist ein Cricketstadion in Nagpur, Indien.

## Kapazität & Infrastruktur
Das Stadion wurde 2008 errichtet und ersetzte den Vidarbha Cricket Association Ground. Es hat eine Kapazität von 45.000 Zuschauern. Die Ends heißen Pavilion End und Secretary End. Der Name leitet sich von der gleichnamigen Großlandschaft ab, deren Hauptort die Stadt Nagpur bildet.

## Internationales Cricket
Das erste internationale Spiel war ein Test zwischen Indien und Australien zwischen dem 6. und 10. November 2008. Das erste One-Day International wurde am 28. Oktober 2009 zwischen Indien und Australien ausgetragen. Beim Cricket World Cup 2011 wurden in diesem Stadion vier Vorrundenspiele ausgetragen. Ebenso wurden hier Partien bei der ICC World Twenty20 2016 und der parallelen ICC Women’s World Twenty20 2016 ausgetragen.

## Nationales Cricket
Das Stadion dient als Heimstadion des Cricket-Teams von Vidarbha, sowohl in der Ranji Trophy als auch in anderen nationalen Wettbewerben. Des Weiteren wurde das Stadion für drei Heimspiele der mittlerweile aufgelösten Deccan Chargers in der Saison 2010 in der Indian Premier League genutzt.